# Skandi Čvor
Skandi Čvor je bila hrvatska zagonetačka revija iz Bjelovara. Prvi broj izašao je 1973. godine, a izlazio je polumjesečno do 1978. godine. Izdavač je bio Enigmatsko udruženje Bjelovar. Nadomješten je listom Deset skandi križaljaka. Glavni urednik bio je Stjepan Horvat.